# リチャード・ハント (人形使い)
リチャード・ハント（Richard Hunt、1951年8月17日 - 1992年1月7日）はアメリカ合衆国の人形使い。
エイズに罹り、1992年1月7日に40歳で死去した。
ジム・ヘンソンのマペットの主要な人形使いとして『マペット・ショー』（スクーター、スタトラー、ビーカー、他）、『フラグルロック』（ゴーグ王子、他）、『セサミストリート』（グラディス、他）などを演じた。

## 出演

### テレビ
1970年
- グレート・サンタクロース・スイッチ（ビング、他）

1971年
- マペットのかえるの王さま（タミネッラ（人形芸のみ）、他）

1972年
- マペットのブレーメンの音楽隊

1972年-1992年
- セサミストリート（グラディス、フォゲットフル・ジョーンズ、二つの頭のモンスター（右）、ドン・ミュージック、サリー、プラシド・フラミンゴ、他）

1975年
- サタデー・ナイト・ライブ（ウィス）

1976年-1981年
- マペット・ショー（スクーター、スタトラー、ビーカー、ジャニス、スウィータム、グラディス、ボビー・ベンソン、ウェイン、他）

1977年
- マペットのクリスマス（チャーリー、フレッド・リザード、他）

1983年-1987年
- フラグルロック（ゴーグ王子、ガンジ、他）

1985
- リトル・マペット・モンスターズ（タッグ・モンスター、スクーター、ジャニス、他）

1986年
- 第58回アカデミー賞（スクーター、スタトラー）
- ザ・クリスマス・トイ（ベルモント）

1987年
- マペット・ファミリー・クリスマス（スクーター、スタトラー、ビーカー、ジャニス、グラディス、二つの頭のモンスター（右）、雪だるま、他）

1989年
- ジム・ヘンソンのファンタジー・ワールド（ビーカー、スタトラー）

### 映画（人形使いとして）
1979年
- マペットの夢みるハリウッド（スクーター、ジャニス、ビーカー、スウィータム、スタトラー）

1981年
- マペットの大冒険/宝石泥棒をつかまえろ!（人形芸：スクーター、ジャニス、ビーカー、スタトラー、スウィータム、カメオ出演：タクシー運転士）

1984年
- マペットめざせブロードウェイ!（スクーター、ジャニス、スタトラー、他）

1985年
- セサミストリート　ザ・ムービー：おうちに帰ろう、ビッグバード！（グラディス、他）

### 映画（俳優として）
- 大逆転
- ゴーストバスターズ
- オックスフォード・ブルース

### オリジナルビデオ
1986年
- ザ・テイル・オブ・ザ・バニー・ピクニック（ラグジー・バニー）